# Afrikai nádiposzáta
Az afrikai nádiposzáta (Acrocephalus baeticatus) a verébalakúak (Passeriformes) rendjébe, ezen belül a nádiposzátafélék (Acrocephalidae) családjába és az Acrocephalus nembe tartozó faj. Egyes rendszerezések a cserregő nádiposzáta alfajának tekintik. 12-13 centiméter hosszú. Afrika Szaharától délre eső mocsaras, nádas területein él. A déli állományai télen gyakran északabbra vándorolnak. Rovarokkal táplálkozik. Monogám, az esős évszakban költ. Fészekalja 2-4 tojásból áll.

## Alfajok
- A. b. guiersi (Colston & Morel, 1984) – délkelet-Mauritánia, észak-Szenegál;
- A. b. cinnamomeus (Reichenow, 1908) – dél-Szenegál, Gambia, dél-Mali, kelet-Niger, Nigéria, Kamerun, Gabon, Csád, nyugat- és dél-Szudán, Dél-Szudán, nyugat- és közép-Etiópia, dél-Szomália, délnyugat-Kenya, Uganda, nyugat-Tanzánia, kelet-Kongói Demokratikus Köztársaság, kelet-Zambia, Ruanda, Burundi, Malawi, Mozambik;
- A. b. avicenniae (Ash et al., 1989) – Szudán, Eritrea, nyugat-Szenegál, délnyugat-Szaúd-Arábia és nyugat-Jemen partvidéke;
- A. b. hallae (C. M. N. White, 1960) – délnyugat-Angola, délnyugat-Zambia, Namíbia, nyugat- és délnyugat-Botswana, nyugat-Dél-afrikai Köztársaság;
- A. b. suahelicus (Grote, 1926) – kelet-Tanzánia, kelet-Mozambik és kelet-Dél-afrikai Köztársaság partvidéke;
- A. b. baeticatus (Vieillot, 1817) – észak- és kelet-Botswana, Dél-afrikai Köztársaság, Szváziföld.

## Fordítás
- Ez a szócikk részben vagy egészben  az   African reed warbler című angol Wikipédia-szócikk fordításán alapul.  Az eredeti cikk szerkesztőit annak laptörténete sorolja fel. Ez a jelzés csupán a megfogalmazás eredetét és a szerzői jogokat jelzi, nem szolgál a cikkben szereplő információk forrásmegjelöléseként.